# 三氟乙醛
三氟乙醛是乙醛的全氟取代物，化学式为CF
3CHO，它在室温为气体，可用于向有机物中引入三氟甲基。它的亲电性强，和水反应形成水合物。由于它的反应性强，容易聚合，它通常以乙基半缩醛（1-乙氧基-2,2,2-三氟乙醇）的形式使用。